# Kokemäki
Kokemäki, en suédois Kumo, est une ville du sud-ouest de la Finlande, dans la province de Finlande occidentale et la région du Satakunta.

## Histoire
La ville aurait été fondée non loin de la ville marchande de Teljä, présente dans de nombreux récits et légendes d'avant la colonisation suédoise mais jamais retrouvée par les archéologues.
Le premier étranger à visiter la région n'est autre que l'Évêque Henri, chef de la première croisade suédoise en Finlande. Il passe sa dernière nuit à Kokemäki en janvier 1156 avant d'être tué le lendemain par le paysan Lalli à Köyliö. Une chapelle lui est aujourd'hui dédiée.

Depuis cette époque, Kokemäki n'a jamais été beaucoup plus qu'une grosse bourgade agricole, qui a obtenu en 1977 le statut de ville.

## Géographie
La commune est traversée par la large Kokemäenjoki, ce qui signifie rivière de Kokemäki en finnois. La rivière se divise en deux branches pendant une dizaine de kilomètres, à hauteur du Parc national de Puurijärvi-Isosuo. Les 67 villages se répartissent dans un paysage largement plat et agricole, à peine entrecoupé par de petits eskers.
Avec la nationale 11, la nationale 2 Pori-Helsinki est l'axe principal, passant non loin du village. Pori, la capitale régionale, est à 43 km.
Les municipalités voisines sont Huittinen au sud-est, Köyliö au sud, Kiukainen au sud-ouest, Harjavalta à l'ouest, Ulvila au nord-ouest, Kiikoinen au nord-est, et enfin Äetsä à l'est et dans le Pirkanmaa.

## Démographie
Depuis 1980, l'évolution démographique de Kokemäki est la suivante, :
| Année      | 1980  | 1985  | 1990  | 1995  | 2000  | 2005  | 2010  | 2015  |
| ---------- | ----- | ----- | ----- | ----- | ----- | ----- | ----- | ----- |
| population | 9 869 | 9 741 | 9 483 | 9 145 | 8 714 | 8 365 | 7 987 | 7 580 |

## Jumelages
| Ville | Ville           | Pays | Pays     |
| ----- | --------------- | ---- | -------- |
|       | Falköping       |      | Suède    |
|       | Lier            |      | Norvège  |
|       | Mariagerfjord   |      | Danemark |
|       | Põltsamaa (en), |      | Estonie  |

## Personnalités
- Juha Korkeaoja,
- Kullervo Manner,
- Mika Marila,
- Eemil Nestor Setälä